# Crkveni pjevački zbor (Dubrovnik)
Crkveni pjevački zbor bio je poznati rimokatolički pjevački zbor iz Dubrovnika.
Osnovao ga je gradski župnik, počasni kanonik dubrovačkog Stolnog kaptola don Niko Gjivanović skupa s bratom Antom Gjivanovićem koji je bio zborovođa, te skladateljem Franom Ledererom. Osnovali su ga 1926. godine pri Stolnoj crkvi u Dubrovniku. 
Osnovan je u vremenima velike obnove crkvenog pjevanja diljem cijele Europe. Težilo se obnoviti liturgijsko pjevanje, više rabiti gregorijanski koral i skladati posve liturgijske skladbe te tako očistiti liturgijski prostor od upotrebe svjetovnih melodija, što je istakao OP fra Jordan Kuničić govoreći na svečanoj akademiji povodom desete obljetnice rada zbora. Zbor se proslavio 1930-ih kad su o njemu izvješćivala cecilijanska glasila diljem Europe. Zboru su jugokomunističke vlasti zabranile javni rad 17. veljače 1947. godine.